# Барышев, Владимир Михайлович
Владимир Михайлович Барышев (13 июня 1913, с. Боткино Касимовского района Рязанской области — 20 ноября 1992, Москва) — российский авиаконструктор. Лауреат Ленинской премии и Государственной премии СССР.

## Биография
В 1930—1934 работал мотористом и авиатехником по испытаниям авиадвигателей в Военно-воздушной академии имени Н. Е. Жуковского. В 1940 окончил Московский институт инженеров гражданского воздушного флота (специальность — инженер-механик по дирижаблестроению).
До 1951 г. работал в авиационных опытно-конструкторских бюро В. М. Петлякова, С. В. Ильюшина. Участвовал в разработке самолетов Пе-2, Ил-14 и Ил-28.
С 1951 г. в ОКБ В. М. Мясищева — начальник бригады, затем заместитель генерального конструктора. Участвовал в создании тяжелых бомбардировщиков 3М, М4, М50, М52.
В 1963 году назначен начальником Филиала № 2 ОКБ В. Н. Челомея и возглавлял его до 1985 года.
Умер 20 ноября 1992 года. Похоронен на Ваганьковском кладбище, участок 9.

## Награды
- Ленинская премия (1957),
- Государственная премия СССР (1975),
- два ордена Ленина (1957, 1969),
- орден Октябрьской Революции (1976),
- орден Трудового Красного Знамени (1983),
- орден «Знак Почёта» (1963),
- 5 медалей, в том числе «За оборону Москвы» и «За доблестный труд в Великой Отечественной войне 1941—1945 гг.».